# Nesis
Nesis o Nisida era el nom d'una petita illa a la costa de Campània entre Puteoli i Neàpolis, formant la part oriental de la baia de Baiae o Puteoli (la part occidental era el cap Misenum). Forma part de les Illes Flegrees
L'illa era de petita extensió però d'una alçada considerable, i segurament era un volcà extingit. En temps d'Estaci i de Lucà (a la dècada dels anys 50) hi sortien vapors sulfurosos. Marc Juni Brut hi va tenir una vila, i allà es va reunir amb Gai Cassi Longí per parlar dels plans de futur després de l'assassinat de Juli Cèsar.